# Haninah ben Teradion
Rabbi Haninah ben Teradion o anche Hananiah ben Teradion (ebraico: חנניה בן תרדיון) (Israele, II secolo – ...) è stato un rabbino ebreo antico, saggio Tanna della 3ª generazione (110 – 135 e.v.).
Contemporaneo di Eleazar ben Perata I e di Halafta, insieme ai quali formulò certe regole ritualistiche Fu uno dei "Dieci Martiri" uccisi dai romani per aver ignorato la proibizione di insegnare la Torah.

## Biografia
La sua residenza si trovava a Siknin, dove dirigeva gli affari religiosi e anche una scuola. Quest'ultima venne annoverata tra le accademie illustri e citata da una baraita narra: "Il detto (Deuteronomio 16:20), 'La giustizia e solo la giustizia seguirai' può essere interpretato, 'Segui i saggi nelle loro rispettive accademie... Seguire Rabbi Haninah ben Teradion a Siknin' "(Sinedrio 32b). Haninah amministrava i fondi comuni di beneficenza ed era così scrupoloso in quella funzione che una volta, quando i suoi soldi personali, che intendeva usare per il Purim, si mescolano fortuitamente coi fondi di beneficenza, distribuì l'intero importo tra i poveri. Eliezer ben Jacob II ammirò così tanto l'onestà Haninah da osservare: "Nessuno deve contribuire ai fondi della carità, a meno che l'amministratore non sia come Haninah ben Teradion."
Si conservano relativamente pochi suoi halakot Haninah ingegnosamente dimostrò che la Shekhinah si posa su coloro i quali studiano la Legge.